# Mjóe
Mjóe (japánul:  明恵), más néven Kóben (japánul: 高弁) (1173-1232) japán buddhista szerzetes, a Kamakura-korszakban élt. Híres kortársai Jókei és Hónen. 

## Élete
Juasza családba született (湯浅), amely állítólag a Fudzsivara család egyik ágáról származott és felszentelték, mind a Singon mind a Kegon buddhista iskolában. A középkori Japánban nem volt ritka, hogy egy szerzetest több iskolában is felszenteljenek. Életének második felében a Kózan-dzsi (高山寺) nevű Kegon templomban, Kiotó közelében tevékenykedett. Talán Mjóe leghíresebb tevékenysége a fény mantrájának elterjesztése volt, ami a Singon buddhizmussal volt kapcsolatban, de széles körben használatos volt a többi buddhista szektában is. Mjóe híres volt még az álmai lejegyzéséről. Több mint 40 éven át vezette ezt a naplót, később több buddhista tudós tanulmányozta munkáit, hogy felélesszék a régi szerzetesi fegyelmet.
Életében szigorúan bírálta élettársát, Hónent és az új Tiszta Föld buddhista mozgalmat. Válaszul a nenbucu gyakorlat elterjedésére két művet írt: a Zaidzsarin-t ( 摧邪輪, "Traktus az eretnek kilátás elpusztítására") és folytatását, a Zaidzsarin Sógonki-t (摧邪輪荘厳記 “A Zaidzsarin kifejtése"). Ezek a művek próbálták megcáfolni Honen tanításait, amit a Szencsakusu-ban írt le.  Mjóe egyetértett a Hónen által írt kritikával a szervezetről, de úgy érezte, hogy a maga nenbucu gyakorlása túl korlátozó volt, és figyelmen kívül hagyott fontos buddhista tanításokat a Mahaysana buddhizmusban, mint a Bodhicitta-t és a upāya eszméjét.
Élete végén Mjóe kizárólag a fény mantrájáról és annak alkalmazásáról írt.  Mjóe a fény mantrájáról készült értelmezése viszonylag szabados volt, szerinte a mantra egy út volt, hogy újjászülessünk Amithaba Tiszta Földjén, és nem arra vezetett a mantra, hogy megvilágosodást érjünk el, mint ahogy azt Kúkai és mások tanították. Mjóe hite erős volt a Dharma hanyatlásban és a fény mantráját használta, mint megoldást.
Mjóe egyenlően kritikusan ítélte meg a fellazult fegyelmet és a korrupciót a buddhista intézményekben, és el is határolta magát, amennyire tudta a fővárostól, Kíotótól. Egyszer, hogy ezzel is mutassa elkötelezettségét, a buddhista út mellett Mjóe letérdelt egy Buddha szobor elé a Kozan-dzsi-ben, és levágta a saját fülét. Állítólag a vérfoltot még a mai napig lehet látni a templomban. Feljegyzésekből tudjuk, hogy milyen is volt egy átlagos napja egy buddhista szerzetesnek, a Kozan-dzsi-ben Mjóe vezetése alatt. Egy átlagos napon zazen meditációt tartottak, szutrákat ismételtek és a fény mantráját. Ugyanezekből a feljegyzésekből tudjuk, hogy a fürdőszobát is rutinosan kijelölt időközönként kötelezően tisztították. Egy fa tábla, minek neve Arubekijóva (阿留辺畿夜宇和 "Ahogy helyes") még most is kint lóg, az északkeleti sarkában a Kozen-dzsi templomban, kifejtve különböző szabályokat.

## Fordítás
- Ez a szócikk részben vagy egészben a Myōe című angol Wikipédia-szócikk fordításán alapul.  Az eredeti cikk szerkesztőit annak laptörténete sorolja fel. Ez a jelzés csupán a megfogalmazás eredetét és a szerzői jogokat jelzi, nem szolgál a cikkben szereplő információk forrásmegjelöléseként.